# Carlos Veglio
Carlos José Veglio (* 27. August 1946 in Buenos Aires) ist ein ehemaliger argentinischer Fußballspieler. Auf Vereinsebene war er vor allem bei CA San Lorenzo de Almagro und den Boca Juniors sehr erfolgreich. Ferner war er auch neunfacher argentinischer Nationalspieler.

## Karriere

### Vereinskarriere
Carlos Veglio, geboren am 27. August 1946 in der argentinischen Hauptstadt Buenos Aires, begann mit dem Fußballspielen beim dort ansässigen Klub Deportivo Español. Für diesen Verein stand Veglio zunächst in der Jugend, und später ab 1964 auch bei den Erwachsenen unter Vertrag. Bis 1967 brachte er es auf insgesamt 32 Einsätze mit vier Treffern für Deportivo Español.
Zur Saison 1968 zog es Carlos Veglio zu CA San Lorenzo de Almagro, ebenfalls in Buenos Aires beheimatet. Bei dem Fußballklub aus dem Viertel Almagro verbrachte der Mittelfeldspieler lange Jahre seiner Karriere, er spielte bis 1975 in 202 Ligaspielen für San Lorenzo. Dabei gelangen ihm 59 Torerfolge. Bereits in seiner ersten Spielzeit bei San Lorenzo gewann Carlos Veglio mit seinem Team die argentinische Meisterschaft. In der Primera División 1968 konnte man das Torneo Metropolitano für sich entscheiden, nachdem im Endspiel Titelverteidiger Estudiantes de La Plata mit 2:1 bezwungen werden konnte. Die Titelgewinne zwei und drei feierte Carlos Veglio mit San Lorenzo in der Spielzeit 1972. Während man das Torneo Metropolitano auf dem ersten Rang mit einem Vorsprung von sechs Punkten auf den Racing Club beendete, zeigte man sich auch im später im Jahr folgenden Torneo Nacional siegreich. Hier zog man kampflos ins Endspiel ein und besiegte dort Rekordmeister River Plate mit 1:0 nach Verlängerung. Damit war San Lorenzo die erste Mannschaft überhaupt in der Geschichte des Metropolitano-Nacional-Systems, die in einem Jahr beide Meisterschaften erringen konnte. Zwei Jahre darauf landete der Verein dann seinen vierten Coup in dieser Phase. Die Finalrunde des Torneo Nacional in der Primera División 1974 beendete man als Erster mit einem Punkt vor Rosario Central, was die vorerst letzte Meisterschaft für San Lorenzo de Almagro bedeutete. Danach dauerte es bis in die Neunzigerjahre, ehe man wieder einen Titelgewinn feiern konnte. Carlos Veglio verließ San Lorenzo nach Ende der Saison 1975, er ging zum Ligakonkurrenten Boca Juniors.
Bei den Boca Juniors entwickelte sich Veglio sogleich zur Stammkraft und erlebte dort drei ausgesprochen erfolgreiche Jahre. In der Saison 1976 konnte man wie bereits San Lorenzo 1972 beide Meisterschaften gewinnen. Damit für die Copa Libertadores 1977 qualifiziert, drang das Team von Trainer Juan Carlos Lorenzo bis ins Endspiel des Wettbewerbs vor, wo man sich gegen den brasilianischen Vertreter Cruzeiro Belo Horizonte im Entscheidungsspiel mit 5:4 nach Elfmeterschießen durchsetzen konnte. In den Jahren der Militärdiktatur nicht gerade von der Regierung bevorzugt, wussten die Boca Juniors, dieses Kunststück im Jahr darauf wiederholen zu können. Als Titelverteidiger automatisch qualifiziert, stand man schließlich erneut im Finale und traf dort diesmal auf Deportivo Cali aus Kolumbien. Mit 0:0 und 4:0 setzten sich die Boca Juniors erneut durch und verteidigten die Copa Libertadores. Carlos Veglio war diesmal jedoch nur noch Ersatzspieler und wurde nur im zweiten Finalspiel eingewechselt. Ein Jahr zuvor war er noch entscheidend am Titelgewinn beteiligt, da er im Hinspiel des Finals das 1:0-Siegtor für seine Mannschaft erzielte. 1977 konnten die Boca Juniors mit Carlos Veglio nach dem Sieg im Libertadores-Cup auch den Weltpokal gewinnen, gegen Borussia Mönchengladbach gewann man nach einem 2:2 zuhause im Rückspiel im Wildparkstadion von Karlsruhe mit 3:0 und sicherte sich den Weltpokal.
Carlos Veglio spielte seine letzte Saison bei den Boca Juniors im Jahr 1978. Danach begann für ihn eine gewisse Odyssee durch den südamerikanischen Fußball. In den folgenden vier Jahren spielte er nacheinander bei Universidad de Los Andes FC in Venezuela, nochmal bei den Boca Juniors, dann beim Club León in Mexiko, in Paraguay bei Cerro Porteño sowie zurück in der argentinischen Heimat bei Gimnasia y Esgrima de Jujuy. Im Trikot dieses Vereins beendete Carlos Veglio seine fußballerische Laufbahn 1982 im Alter von 36 Jahren.

### Nationalmannschaft
Zwischen 1968 und 1970 machte Carlos Veglio neun Länderspiele für die argentinische Fußballnationalmannschaft. Ein Torerfolg gelang ihm hierbei nicht. Genauso wenig nahm Veglio mit dem Nationalteam an einem größeren Turnier teil. Während sich Argentinien nicht für die einzige in Frage kommende Weltmeisterschaft 1970 in Mexiko nicht qualifizierte, blieb Veglio auch die Teilnahme an einer Copa América verwehrt.

## Erfolge
Boca Juniors
- Weltpokal 1×:1977
- Copa Libertadores 2×: 1977, 1978
- Argentinische Meisterschaft 2×: Metropolitano 1976, Nacional 1976

CA San Lorenzo
- Argentinische Meisterschaft 4×: Metropolitano 1968, Metropolitano 1972, Nacional 1972, Nacional 1974